# Bankura (huyện)
Huyện Bankura là một huyện thuộc bang West Bengal, Ấn Độ. Thủ phủ huyện Bankura đóng ở Bankura. Huyện Bankura có diện tích 6882 ki lô mét vuông. Đến thời điểm năm 2001, huyện Bankura có dân số 3191822 người.